# 스카이 큐브릭
팬택 스카이 큐브릭(Pantech SKY Qbic)는 팬택이 2009년 7월에 출시한 피처폰이다.